# Schwenckia
Schwenckia  es un género de plantas con flores perteneciente a la subfamilia Schwenckioideae, incluida en la familia de las solanáceas (Solanaceae). Es nativo de las regiones tropicales de América. Comprende 48 especies descritas y de estas, solo 18 aceptadas. 

## Descripción
Son hierbas o subarbustos, inermes, pubescentes con tricomas simples, a veces glandulares. Hojas alternas o fasciculadas, simples, enteras; con pecíolos (en Nicaragua) o sésiles. Inflorescencias con flores solitarias o en pares, agregadas en espigas terminales de panículas, frecuentemente bracteadas, pedunculadas; cáliz tubular o campanulado, 5-dentado o 5-lobado; corola angostamente tubular, a veces ensanchada alrededor de las anteras, subactinomorfa, apicalmente con 5 lobos cortamente deltoides a aciculares y a veces alternando con 2–5 apéndices delgados; estambres 2 (en Nicaragua) o 4, con 0–3 estaminodios, filamentos insertos cerca de la parte media del tubo, a veces basalmente pubescentes, anteras estrechamente cohesionadas, inclusas (en Nicaragua) o exertas, dehiscencia longitudinal; ovario 2-locular. Fruto una cápsula seca con numerosas semillas; semillas diminutas.

## Taxonomía
El género fue descrito por D.Royen ex L. y publicado en Genera Plantarum, ed. 6 567 [577]. 1764. La especie tipo es: Schwenckia americana

## Especies aceptadas
A continuación se brinda un listado de las especies del género Schwenckia aceptadas hasta agosto de 2015, ordenadas alfabéticamente. Para cada una se indica el nombre binomial seguido del autor, abreviado según las convenciones y usos.	
| Schwenckia | \| \| Schwenckia alvaroana \| \| \| \| \| \| Schwenckia americana \| \| \| \| \| \| Schwenckia curviflora \| \| \| \| \| \| Schwenckia elegans \| \| \| \| \| \| Schwenckia filiformis \| \| \| \| \| \| Schwenckia glabrata \| \| \| \| \| \| Schwenckia grandiflora \| \| \| \| \| \| Schwenckia heterantha \| \| \| \| \| \| Schwenckia huberi \| \| \| \| \| \| Schwenckia hyssopifolia \| \| \| \| \| \| Schwenckia juncoides \| \| \| \| \| \| Schwenckia lateriflora \| \| \| \| \| \| Schwenckia mandonii \| \| \| \| \| \| Schwenckia micrantha \| \| \| \| \| \| Schwenckia mollissima \| \| \| \| \| \| Schwenckia novaveneciana \| \| \| \| \| \| Schwenckia paniculata \| \| \| \| \| \| Schwenckia trujilloi \| \| \| \| \| \| Schwenckia volubilis \| \| \| \| |
|            | \| \| Schwenckia alvaroana \| \| \| \| \| \| Schwenckia americana \| \| \| \| \| \| Schwenckia curviflora \| \| \| \| \| \| Schwenckia elegans \| \| \| \| \| \| Schwenckia filiformis \| \| \| \| \| \| Schwenckia glabrata \| \| \| \| \| \| Schwenckia grandiflora \| \| \| \| \| \| Schwenckia heterantha \| \| \| \| \| \| Schwenckia huberi \| \| \| \| \| \| Schwenckia hyssopifolia \| \| \| \| \| \| Schwenckia juncoides \| \| \| \| \| \| Schwenckia lateriflora \| \| \| \| \| \| Schwenckia mandonii \| \| \| \| \| \| Schwenckia micrantha \| \| \| \| \| \| Schwenckia mollissima \| \| \| \| \| \| Schwenckia novaveneciana \| \| \| \| \| \| Schwenckia paniculata \| \| \| \| \| \| Schwenckia trujilloi \| \| \| \| \| \| Schwenckia volubilis \| \| \| \| |
|            | Schwenckia alvaroana |
|            | |
|            | Schwenckia americana |
|            | |
|            | Schwenckia curviflora |
|            | |
|            | Schwenckia elegans |
|            | |
|            | Schwenckia filiformis |
|            | |
|            | Schwenckia glabrata |
|            | |
|            | Schwenckia grandiflora |
|            | |
|            | Schwenckia heterantha |
|            | |
|            | Schwenckia huberi |
|            | |
|            | Schwenckia hyssopifolia |
|            | |
|            | Schwenckia juncoides |
|            | |
|            | Schwenckia lateriflora |
|            | |
|            | Schwenckia mandonii |
|            | |
|            | Schwenckia micrantha |
|            | |
|            | Schwenckia mollissima |
|            | |
|            | Schwenckia novaveneciana |
|            | |
|            | Schwenckia paniculata |
|            | |
|            | Schwenckia trujilloi |
|            | |
|            | Schwenckia volubilis |
|            | |